# Laevi
|  | No s'ha de confondre amb Levacs. |

Els laevi o laï (en llatí Laevi o Levi, en grec Λάοι) van ser una tribu de gals o celto-lígurs de la Cisalpina que vivien vora Ticinum, prop del naixement del riu Padus (Po).
Polibi els associa als libiquis (llatí Libicii, grec Λεβέκιοι), i diu que els dos pobles ocupaven planes de la Gàl·lia Cisalpina prop dels país dels ínsubres. Formaven part dels pobles gals que havien creuat els Alps per instal·lar-se a les planes del nord d'Itàlia. Titus Livi i Plini el Vell els fan lígurs, i Livi els situa al Ticino, junt amb un poble anomenat marici, completament desconegut, però que també se suposa lígur.